# Le Portel
Le Portel är en kommun i departementet Pas-de-Calais i regionen Hauts-de-France i norra Frankrike. Kommunen ligger i kantonen Le Portel som tillhör arrondissementet Boulogne-sur-Mer. År 2022 hade Le Portel 8 824 invånare.

## Befolkningsutveckling
Antalet invånare i kommunen Le Portel
| Referens: INSEE |